# Antonio de la Concepción
Antonio da Conceiçâo (Santarém, 1549 - Marrakech, 1589) fue religioso de la Orden de la Santísima Trinidad, en la que ocupó el oficio de redentor general de la Provincia de Portugal. Murió mártir de la caridad y la redención en las mazmorras de Marrakech junto a su compañero Ignacio Tavares.